# Euryade
Selon la mythologie grecque, dans l'Odyssée, Euryade (ou Euryadès) est un des prétendants de Pénélope. Son nom n'apparaît qu'au temps de la vengeance d'Ulysse à son retour à Ithaque : il est alors tué par Télémaque.